# Ophiuche cachialis
Ophiuche cachialis là một loài bướm đêm trong họ Erebidae.